# Чернеччина (Сумський район)
Черне́ччина — село в Україні, у Краснопільській селищній громаді Сумського району Сумської області. Населення становить близько 800 осіб. До 2016 орган місцевого самоврядування — Чернеччинська сільська рада.

## Географія
Село Чернеччина розташоване на відстані 4 км від лівого берега річки Сироватка, за 2 км розташоване село Думівка, за 3 км селище Краснопілля.
По селу тече струмок, що пересихає із загатами.
До села простягається залізнична гілка від села Самотоївка.

## Історія
В другій половині XVII ст. на березі річки Конопельки (притока р. Сироватки) ченці Сумського монастиря на дарованих їм землях заснували Чернецький хутір.
За переписом гвардії майора Хрущова, проведеної під його керівництвом в 1732 році, в хуторі Чернецькому було 19 хат, в яких мешкало 69 чоловік, а поруч, в Троїцькому хуторі, заселеному біля млина і названому на честь святої Трійці, в її хатах жило 42 чоловіка. Це було суто чернецьке поселення з обслугою, що складалася з небагатьох селянських сімей. Згодом кількість жителів зросла, об'єднуючись у село. В 1743 році в Чернеччині був збудований Миколаївський храм, а в 1790 році — ще й Троїцький (очевидно в тій частині села, де був Троїцький хутір), котрий проіснував до 1830 року.
Великого поштовху в розвитку села надав цукрозавод, заснований на р. Грязній у 1851 році. Процес його будівництва, а потім виробництва цукру з буряків, плантації котрих швидко заполонили навколишні землі, викликали приплив населення. Робітники з сусіднього с. Самотоївка заснували поруч робітниче поселення Грязне.
Село постраждало внаслідок геноциду українського народу, проведеного урядом СССР 1923—1933 та 1946–1947 роках.
12 червня 2020 року, відповідно до розпорядження Кабінету Міністрів України № 723-р «Про визначення адміністративних центрів та затвердження територій територіальних громад Сумської області», село увійшло до складу Краснопільської селищної громади.
19 липня 2020 року, в результаті адміністративно-територіальної реформи та ліквідації Краснопільського району, увійшло до складу новоутвореного Сумського району.

## Походження назви
Назва села походить від слова чернець, що свідчить про те, що засновниками поселення були ченці

## Економіка
- Молочно-товарна ферма.
- «Грязнянська», агрофірма, ТОВ.
- ТОВ «Чернеччинське».
- Грязнянський цукровий завод.
- МП «Цукровик».
- Грязнянське бурячне господарство.

## Соціальна сфера
- Школа.

## Відомі люди
- Платоненко Галина Павлівна — начальник відділу освіти Дергачівського району Харківської області. Депутат Верховної Ради УРСР 11-го скликання у 1988 — 1990 роках.
- Скрипка Олег Владленович — учасник афганської війни, кавалер ордена Червоного Прапора (посмертно).